# Анализа програма
У рачунарству, анализа програма је процес који аутоматски анализира понашање компјутерских програма. Два основна приступа у анализи програма су статичка анализа програма и динамичка анализа програма. Главне примене анализе програма су у коректности програма и у оптимизацији програма.
Технике које се односе на анализу програма су:
- контрола протока и анализа протока података
- константно базна анализа
- апстрактна интерпретација
- тип и ефекат система.

Техника која се примењује за одређене врсте анализе програма је сецкање програма.
Сродне области укључују анализе перформанси и верификацију.